# Uridina monofosfato
El monofosfato de uridina (UMP), también conocido como ácido 5′-uridílico (base conjugada uridilato), es un nucleótido que se utiliza como monómero en el ARN. Es un éster de ácido fosfórico con el nucleósido uridina. El UMP está formado por el grupo fosfato, el azúcar pentosa ribosa y la nucleobase uracilo; por lo tanto, es un ribonucleótido monofosfato. Como sustituyente o radical su nombre toma la forma del prefijo uridilil-. La forma desoxi se abrevia dUMP. La unión covalente del UMP (por ejemplo, a una proteína como la adenililtransferasa) se denomina uridilación.

## Biosíntesis
El monofosfato de uridina se forma a partir del 5'-monofosfato de orotidina (ácido orotidílico) en una reacción de descarboxilación catalizada por la enzima orotidilato descarboxilasa. Sin catalizar, la reacción de descarboxilación es extremadamente lenta (se estima que ocurre una media de una vez cada 78 millones de años). Adecuadamente catalizada, la reacción tiene lugar una vez por segundo, lo que supone un aumento de 1017 veces.
En los seres humanos, la función de la orotidilato descarboxilasa es llevada a cabo por la proteína UMP sintasa. Una UMP sintasa defectuosa puede provocar aciduria orótica, un trastorno metabólico. 

## Efectos en la inteligencia animal
En un estudio, se observó que los jerbos alimentados con una combinación de monofosfato de uridina, colina y ácido docosahexaenoico (DHA) mejoraban significativamente su rendimiento en laberintos con respecto a los no alimentados con estos suplementos, lo que implica un aumento de la función cognitiva.

## En los alimentos
En los estudios de investigación cerebral, el monofosfato de uridina se utiliza como un cómodo compuesto de administración de uridina, cuyo componente activo es la uridina. La uridina está presente en muchos alimentos, principalmente en forma de ARN. La uridina no fosforilada no es biodisponible más allá del metabolismo de primer paso, ya que se cataboliza casi por completo en el hígado y el tracto gastrointestinal.